# Grandcourt (Somme)
Pour les articles homonymes, voir Grandcourt.
Pour l’article ayant un titre homophone, voir Grandcour.
Grandcourt est une commune française située dans le département de la Somme, en région Hauts-de-France.

## Géographie

### Localisation

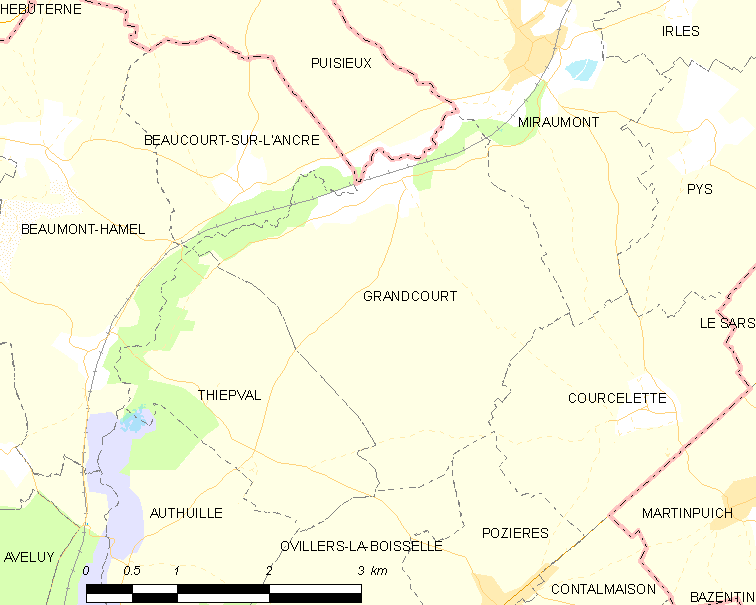
Cliquer sur la carte pour agrandir.

Grandcourt est située au nord du département de la Somme, à une dizaine de kilomètres d'Albert. Huit communes bornent le territoire :
- Puisieux,
- Miraumont,
- Courcelette,
- Pozières,
- Ovillers-la-Boisselle,
- Thiepval,
- Beaumont-Hamel,
- Beaucourt-sur-l'Ancre.

#### Communes limitrophes

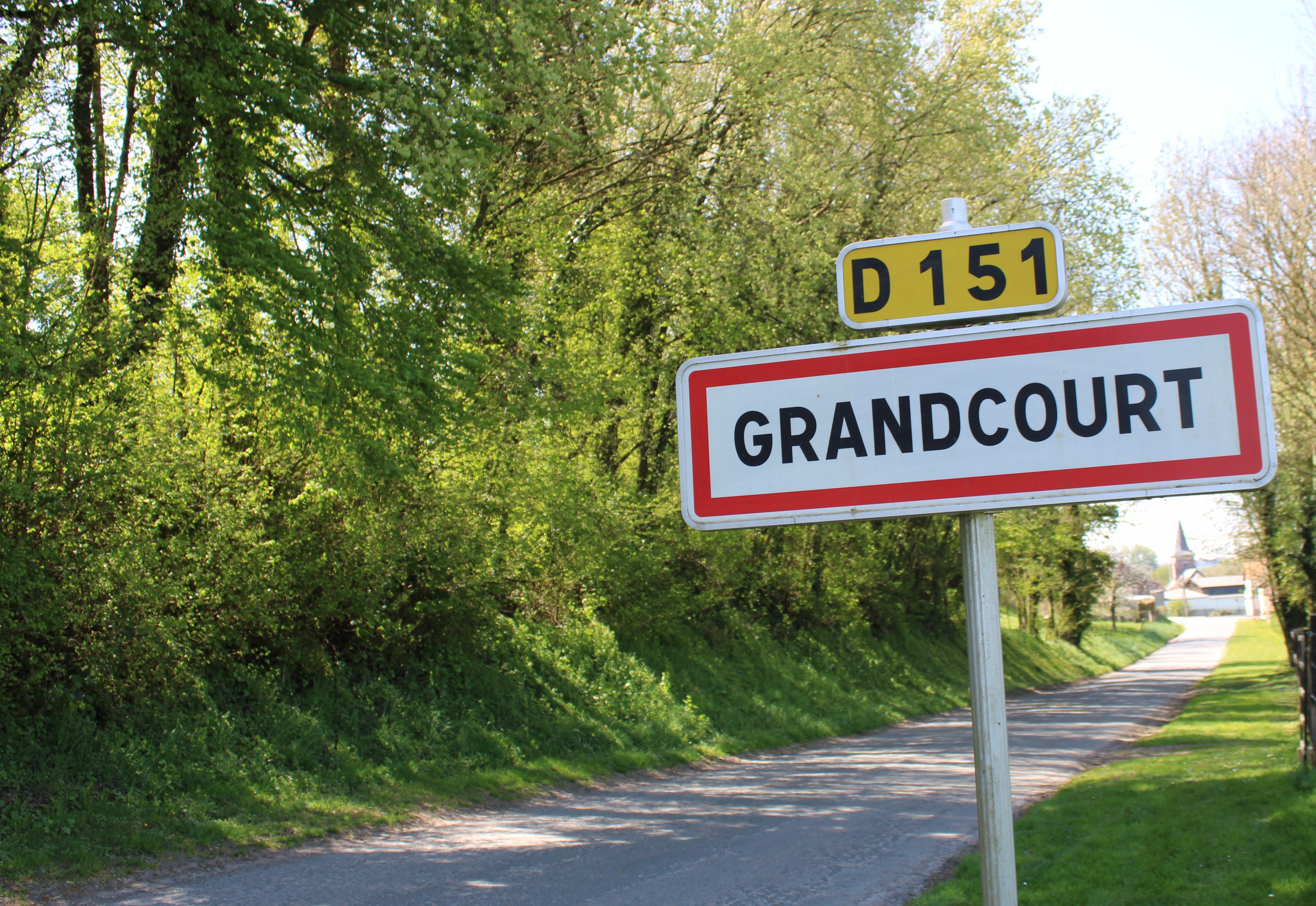
Entrée de la commune.

| Beaucourt-sur-l'Ancre | Puisieux (Pas-de-Calais)          | Miraumont   |
| Beaumont-Hamel        | Grandcourt                        |             |
| Thiepval              | Pozières et Ovillers-la-Boisselle | Courcelette |

### Nature du sol et du sous-sol
Le sol de la commune est de nature tourbeuse dans la vallée, sur les coteaux, le sol est argileux et dans la plaine, il est calcaire, argileux ou argilo-sableux.

### Relief, paysage, végétation
Le relief de la commune est assez accidenté, il est parcouru de vallons encaissés. Le point culminant de la commune est situé à 153 m d'altitude.

### Hydrographie

#### Réseau hydrographique
La commune est située dans le bassin Artois-Picardie. Elle est drainée par l'Ancre et le Beaucourt-sur-l'Ancre,.
| (texte à fusionner) L'Ancre bénéficie d'un régime régulier et ne tarit jamais. Des sources jaillissent au pied des coteaux. |

L'Ancre, d'une longueur de 37 km, prend sa source dans la commune de Miraumont et se jette  dans la Somme canalisée à Aubigny, après avoir traversé 21 communes.

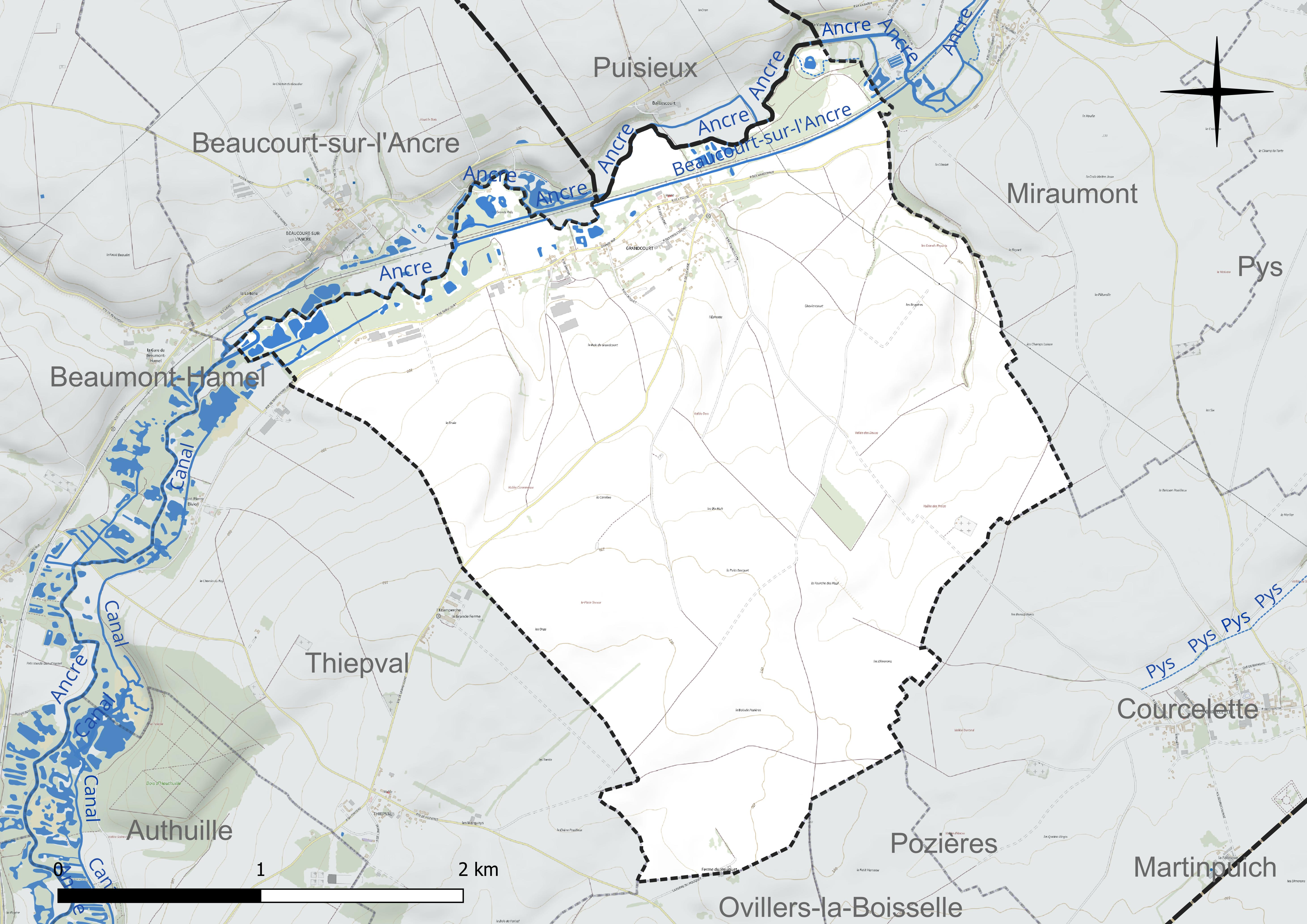
Réseau hydrographique de Grandcourt.

#### Gestion et qualité des eaux
Le territoire communal est couvert par le schéma d'aménagement et de gestion des eaux (SAGE) « Somme aval et Cours d'eau côtiers ». Ce document de planification concerne un territoire de 1 835 km2 de superficie, délimité par le bassin versant de la Somme canalisée. Le périmètre a été arrêté le 29 avril 2010 et le SAGE proprement dit a été approuvé le 6 août 2019. La structure porteuse de l'élaboration et de la mise en œuvre est le syndicat mixte d'aménagement hydraulique du bassin versant de la Somme (AMEVA).
La qualité des cours d'eau peut être consultée sur un site dédié géré par les agences de l'eau et l'Agence française pour la biodiversité.

### Climat
Pour des articles plus généraux, voir Climat des Hauts-de-France et Climat de la Somme.
En 2010, le climat de la commune est de type climat océanique dégradé des plaines du Centre et du Nord, selon une étude du CNRS s'appuyant sur une série de données couvrant la période 1971-2000. En 2020, Météo-France publie une typologie des climats de la France métropolitaine dans laquelle la commune est exposée à un climat océanique et est dans la région climatique Nord-est du bassin Parisien, caractérisée par un ensoleillement médiocre, une pluviométrie moyenne régulièrement répartie au cours de l'année et un hiver froid (3 °C).
Pour la période 1971-2000, la température annuelle moyenne est de 10,2 °C, avec une amplitude thermique annuelle de 14,4 °C. Le cumul annuel moyen de précipitations est de 791 mm, avec 11,8 jours de précipitations en janvier et 9 jours en juillet. Pour la période 1991-2020, la température moyenne annuelle observée sur la station météorologique la plus proche, située sur la commune de Méaulte à 11 km à vol d'oiseau, est de 10,7 °C et le cumul annuel moyen de précipitations est de 730,3 mm,. Pour l'avenir, les paramètres climatiques de la commune estimés pour 2050 selon différents scénarios d'émission de gaz à effet de serre sont consultables sur un site dédié publié par Météo-France en novembre 2022.

#### Urbanisation et aménagement du territoire
La commune est composée d'une seule agglomération qui fut totalement détruite pendant la Grande Guerre et reconstruite durant l'entre-deux-guerres.

#### Activités économique et de services
L'activité dominante de la commune est l'agriculture.

## Urbanisme

### Typologie
Au 1er janvier 2024, Grandcourt est catégorisée commune rurale à habitat dispersé, selon la nouvelle grille communale de densité à sept niveaux définie par l'Insee en 2022.
Elle est située hors unité urbaine et hors attraction des villes,.

### Occupation des sols
L'occupation des sols de la commune, telle qu'elle ressort de la base de données européenne d'occupation biophysique des sols Corine Land Cover (CLC), est marquée par l'importance des territoires agricoles (91 % en 2018), en diminution par rapport à 1990 (94 %). La répartition détaillée en 2018 est la suivante : 
terres arables (81,9 %), prairies (9,1 %), forêts (6 %), zones urbanisées (3 %). L'évolution de l'occupation des sols de la commune et de ses infrastructures peut être observée sur les différentes représentations cartographiques du territoire : la carte de Cassini (XVIIIe siècle), la carte d'état-major (1820-1866) et les cartes ou photos aériennes de l'IGN pour la période actuelle (1950 à aujourd'hui).

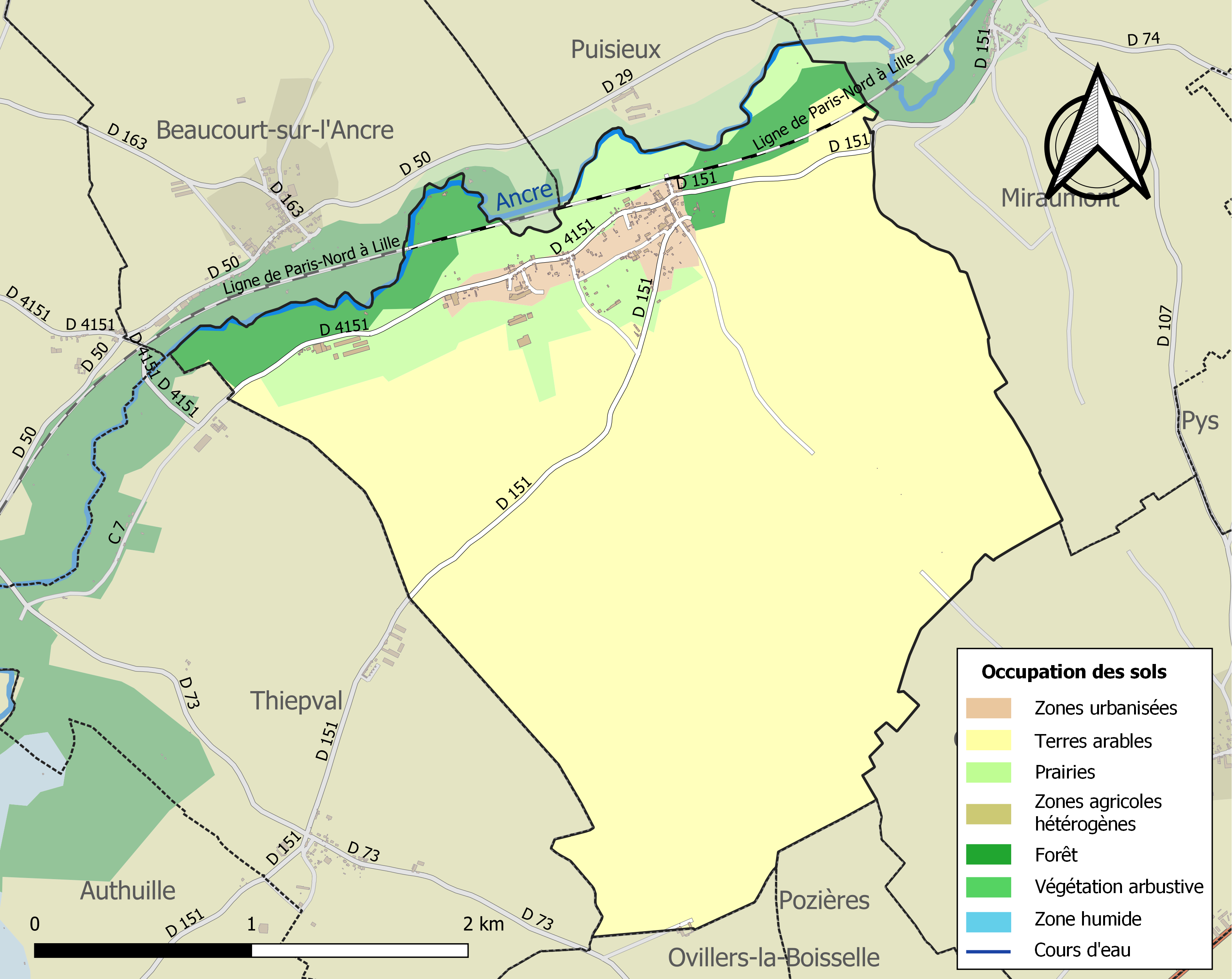
Carte des infrastructures et de l'occupation des sols de la commune en 2018 (CLC).

## Toponymie
On trouve plusieurs formes pour désigner Grandcourt dans les textes anciens : Grandi curia en 1109, Grandi curtis en 1315. Grancourt apparaît en 1410. Depuis 1664, Grandcourt est l'orthographe utilisée.
Le toponyme Grandcourt exprime l'importance, l'étendue, non du village, mais de l'habitation seigneuriale et de son domaine.

## Histoire

### Moyen Âge
Grandcourt est mentionné dans un passage de la Vie de Saint-Fursy qui précise qu'à Grandcourt, au milieu du VIIe siècle, une dame du nom d'Harmensis ayant refusé l'hospitalité à Fursy de Péronne, fut possédée du malin par un châtiment du Ciel. Mais Fursy, dans sa grande miséricorde, aurait délivré cette femme.
L'abbaye de Corbie conservait deux titres mentionnant Grandcourt :
- en 1315, un titre mentionne comme seigneur de Grandcourt un certain Eustache de Bailluel ;
- en 1376, une lettre de rémission libère Jehannette de Herangnye, âgée de 16 ans, prisonnière de Raoul de Coucy pour avoir laissé mourir son enfant non baptisé. Condamnée à mort, elle fut libérée car un certain Henuin Buignet de Graincourt (Grandcourt), âgé de 22 ans, acceptait de la prendre en mariage.

Le 13 février 1431, le chevalier Louis de Waucourt prêta hommage au roi Charles VII pour ses terres de Grancourt.

### Époque moderne
Pendant la guerre de Trente Ans puis la guerre franco-espagnole, Grandcourt et les hameaux voisins furent dévastés. En 1652, la localité fut brûlée.
En 1659, le village fut occupé pendant huit mois par les troupes du maréchal de Créquy et subit de rudes épreuves,.

### Époque contemporaine
À la fin du XIXe siècle, la ferme du Moquet, à 2 km du village, compte quatre habitants. Au nord-est, l'habitation Vitenos compte alors douze habitants. le moulin de Beaumont, vers la gare de Beaucourt, est habité par trois personnes.
La commune de Grandcourt fut totalement ravagée pendant la Première Guerre mondiale.

## Politique et administration

### Intercommunalité
La commune fait partie de la communauté de communes du Pays du Coquelicot, un établissement public de coopération intercommunale (EPCI) à fiscalité propre..

### Liste des maires
| Période                                  | Période                   | Identité       | Étiquette | Qualité |
| ---------------------------------------- | ------------------------- | -------------- | --------- | --- |
| Les données manquantes sont à compléter. |                           |                |           | |
| mars 1983                                | mai 2020                  | Marcel Herbet  |           | Président de Candia Lait pendant plus de dix ans Vice-président de la communauté de communes du Pays du Coquelicot (2014 → 2020) |
| mai 2020,                                | En cours (au 27 mai 2020) | Maryse Vansuyt |           | |

## Population et société

### Démographie
Les habitants s'appellent des Grandcourtois(es).

L'évolution du nombre d'habitants est connue à travers les recensements de la population effectués dans la commune depuis 1793. Pour les communes de moins de 10 000 habitants, une enquête de recensement portant sur toute la population est réalisée tous les cinq ans, les populations de référence des années intermédiaires étant quant à elles estimées par interpolation ou extrapolation. Pour la commune, le premier recensement exhaustif entrant dans le cadre du nouveau dispositif a été réalisé en 2005.

En 2022, la commune comptait 177 habitants, en évolution de −0,56 % par rapport à 2016 (Somme : −1,26 %, France hors Mayotte : +2,11 %).
| 1793 | 1800 | 1806 | 1821 | 1831 | 1836 | 1841 | 1846 | 1851 |
| ---- | ---- | ---- | ---- | ---- | ---- | ---- | ---- | ---- |
| 602  | 639  | 692  | 631  | 687  | 680  | 720  | 815  | 774  |

| 1856 | 1861 | 1866 | 1872 | 1876 | 1881 | 1886 | 1891 | 1896 |
| ---- | ---- | ---- | ---- | ---- | ---- | ---- | ---- | ---- |
| 731  | 717  | 661  | 617  | 651  | 585  | 555  | 528  | 518  |

| 1901 | 1906 | 1911 | 1921 | 1926 | 1931 | 1936 | 1946 | 1954 |
| ---- | ---- | ---- | ---- | ---- | ---- | ---- | ---- | ---- |
| 502  | 483  | 423  | 103  | 175  | 198  | 185  | 158  | 182  |

| 1962 | 1968 | 1975 | 1982 | 1990 | 1999 | 2005 | 2006 | 2010 |
| ---- | ---- | ---- | ---- | ---- | ---- | ---- | ---- | ---- |
| 211  | 194  | 180  | 190  | 185  | 176  | 170  | 167  | 188  |

| 2015 | 2020 | 2022 | - | - | - | - | - | - |
| ---- | ---- | ---- | - | - | - | - | - | - |
| 177  | 177  | 177  | - | - | - | - | - | - |

### Enseignement
Les communes de Grandcourt, Pys et Miraumont gèrent l'enseignement primaire au sein d'un regroupement pédagogique intercommunal appelé Aux sources de l'Ancre.

## Culture locale et patrimoine

### Lieux et monuments
- L'église Saint-Rémy[28].

Situé sur la ligne de front durant toute la guerre 14-18, le village, évacué de ses habitants, a été complètement détruit par les bombardements aussi bien allemands qu'alliés. L'église a été reconstruite dans les années 1920.

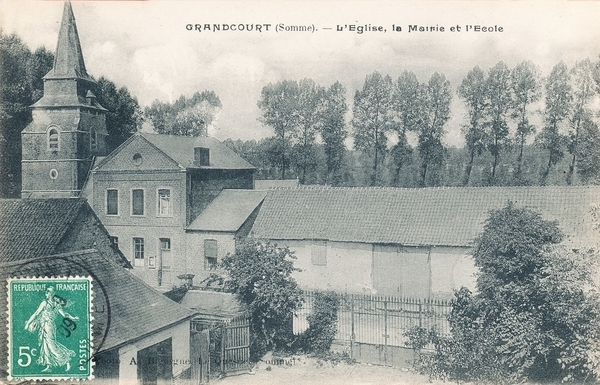
Carte postale du village avant 1914.
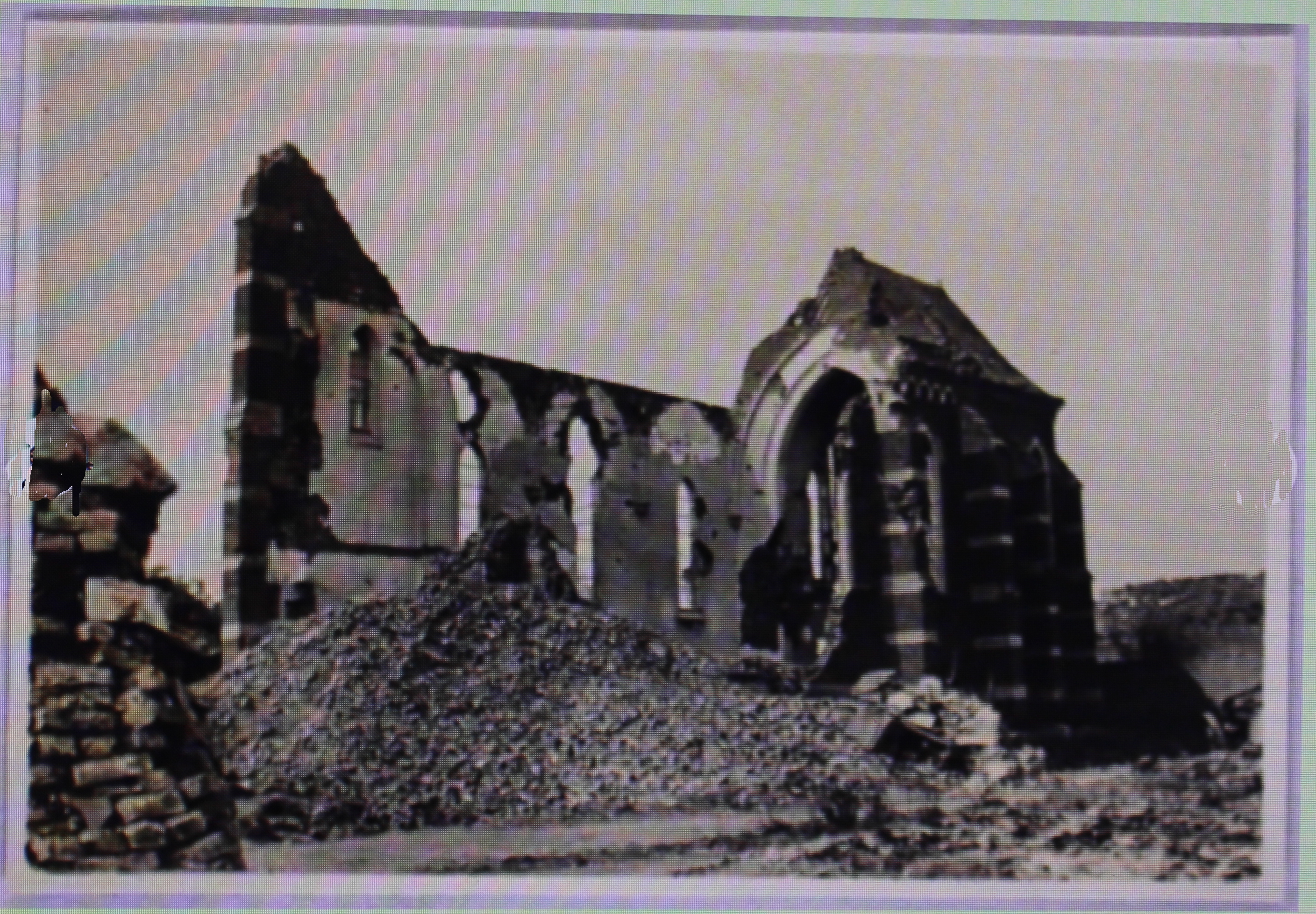
Ruines de l'église en 1916 (photo allemande).
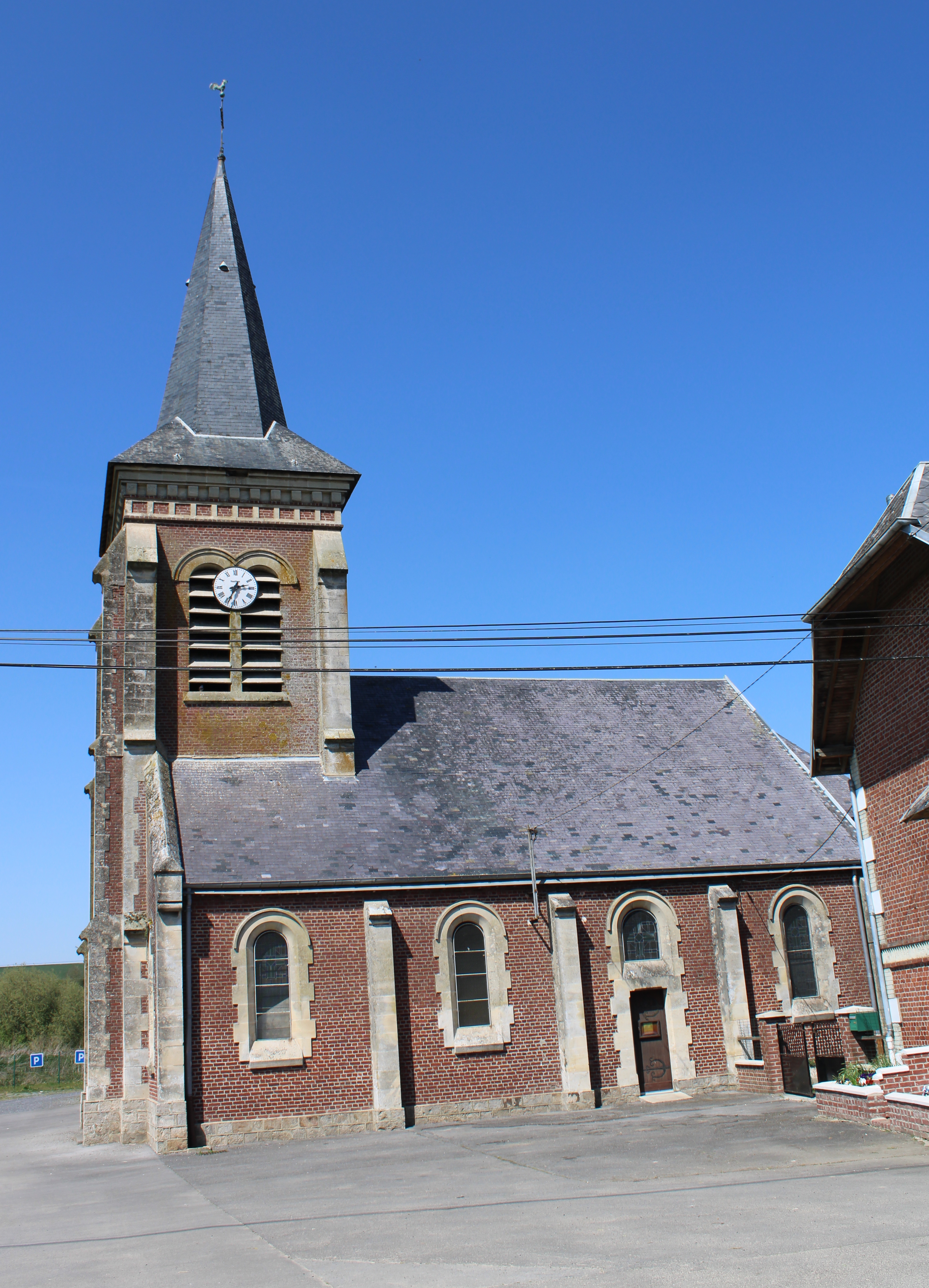
L'église aujourd'hui.

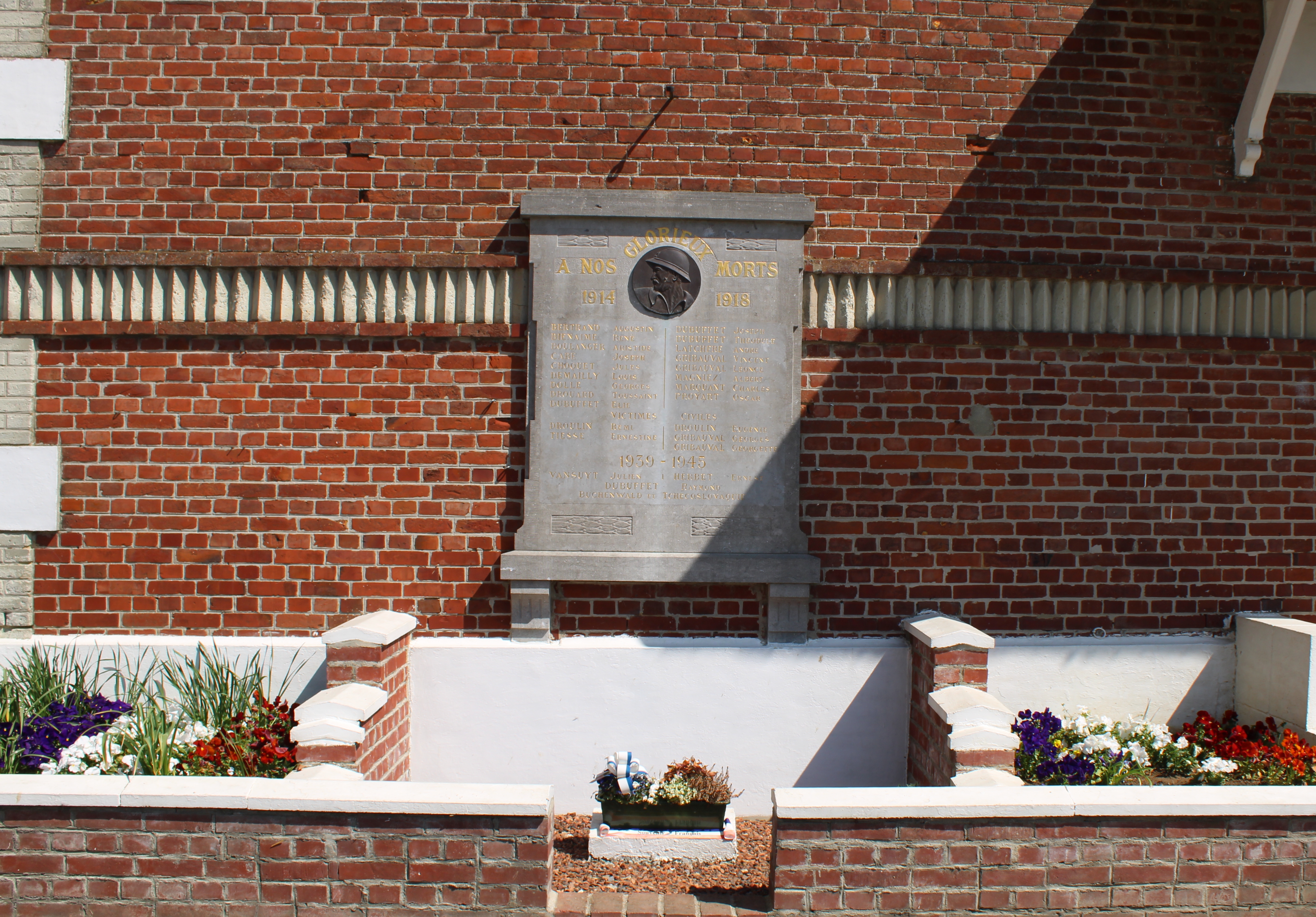
Le monument aux morts.
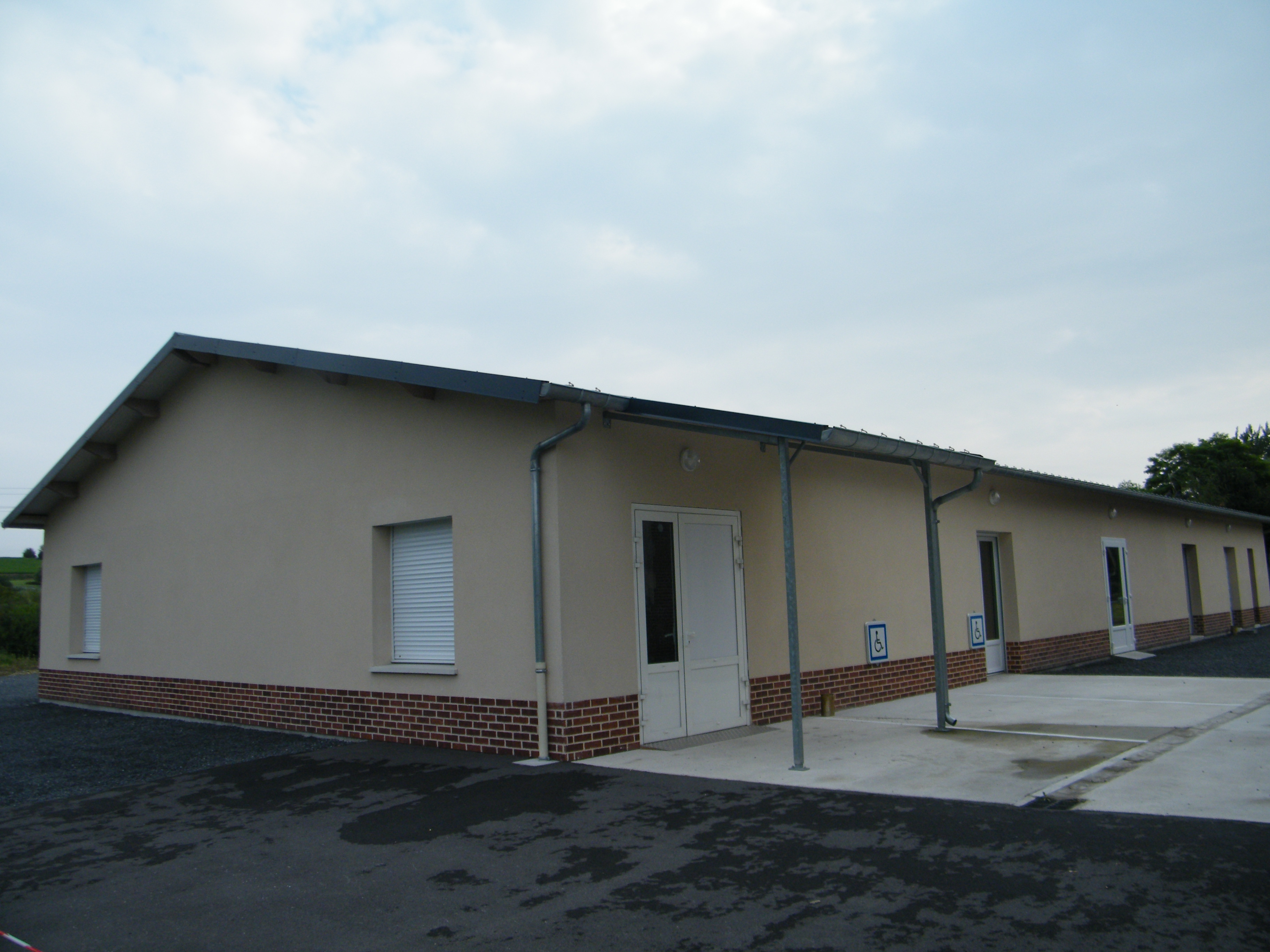
La salle communale.
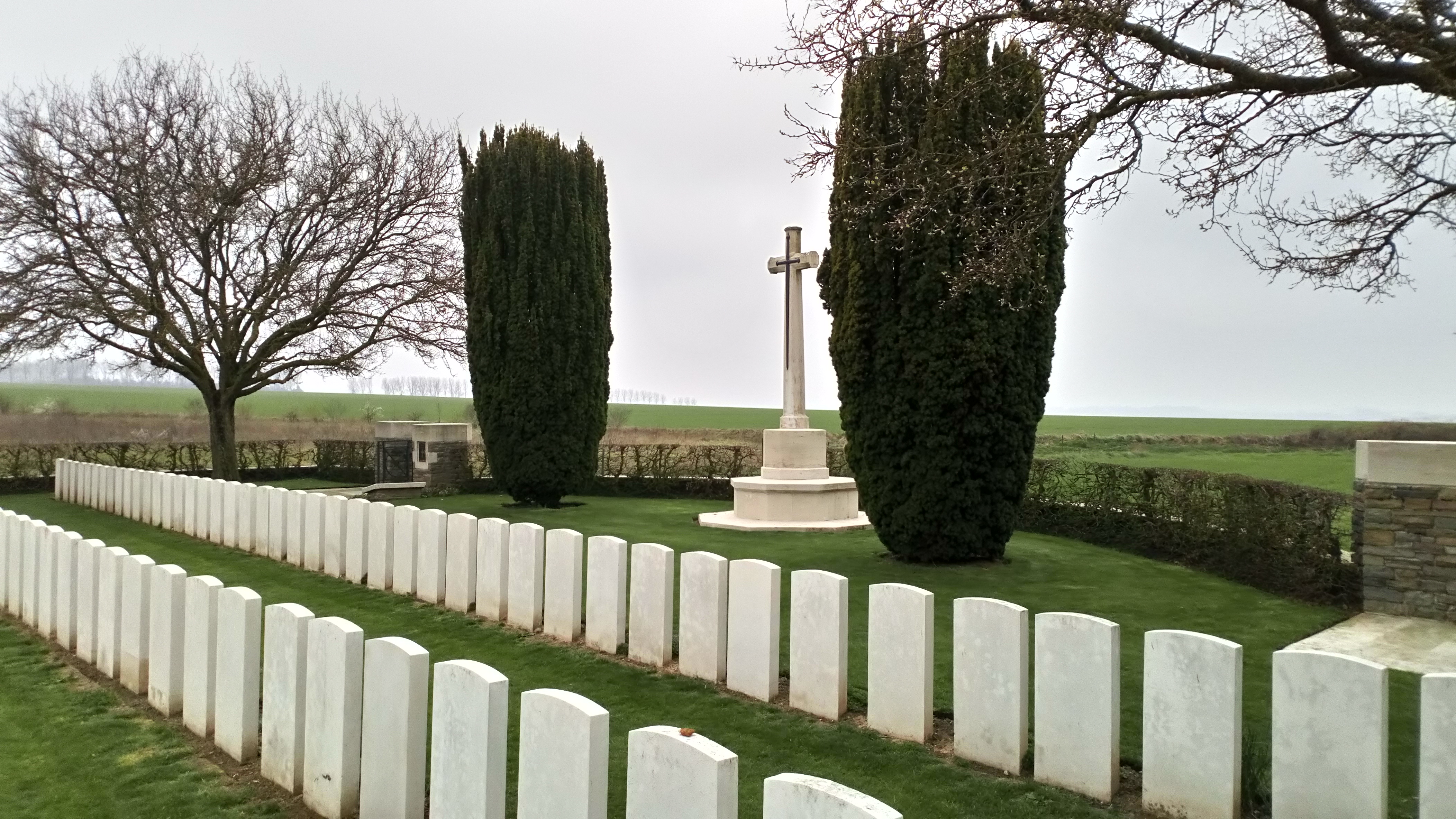
Le cimetière militaire Stump Road.

### Personnalités liées à la commune
- Fursy de Péronne.

## Pour approfondir